# Hagedoornvlinder
De hagedoornvlinder (Opisthograptis luteolata) behoort tot de kleinere spanners. 

## Kenmerken
Hij heeft een opvallend citroengele kleur met aparte vlekken langs de vleugelrand. Vooral de middelste vlek is scherp getekend. De voorvleugel is ongeveer 1,5 cm lang.
De rups imiteert een dood takje, bruin met een paarse of groenachtige tint met een dubbele bult op het derde achterlijfsegment.

## Voorkomen
Ze zijn vrij algemeen verbreid in Nederland en België en komen voor in tuinen, parken, vochtige beekdalen en open bossen. Wel zijn het solisten, meestal worden ze alleen aangetroffen. Ze zijn waar te nemen van april tot en met eind september in twee of soms drie generaties.

## Levenswijze
De hagedoornvlinder rust overdag en vliegt in de schemering en in het begin van de nacht.
De rupsen voeden zich 's nachts op meidoorn, sleedoorn, kamperfoelie en hazelaar. Ze zijn niet schadelijk. De soort overwintert of als rups of als pop in een cocon.

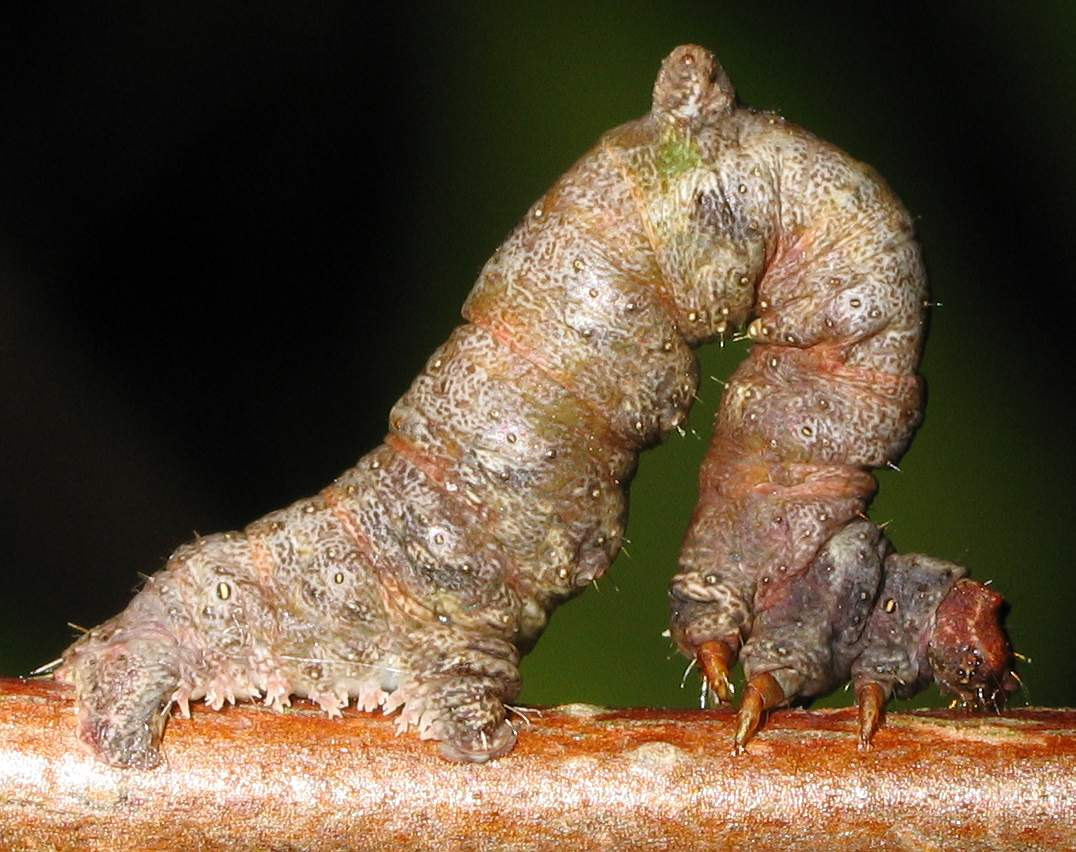
Rups, bruine vorm
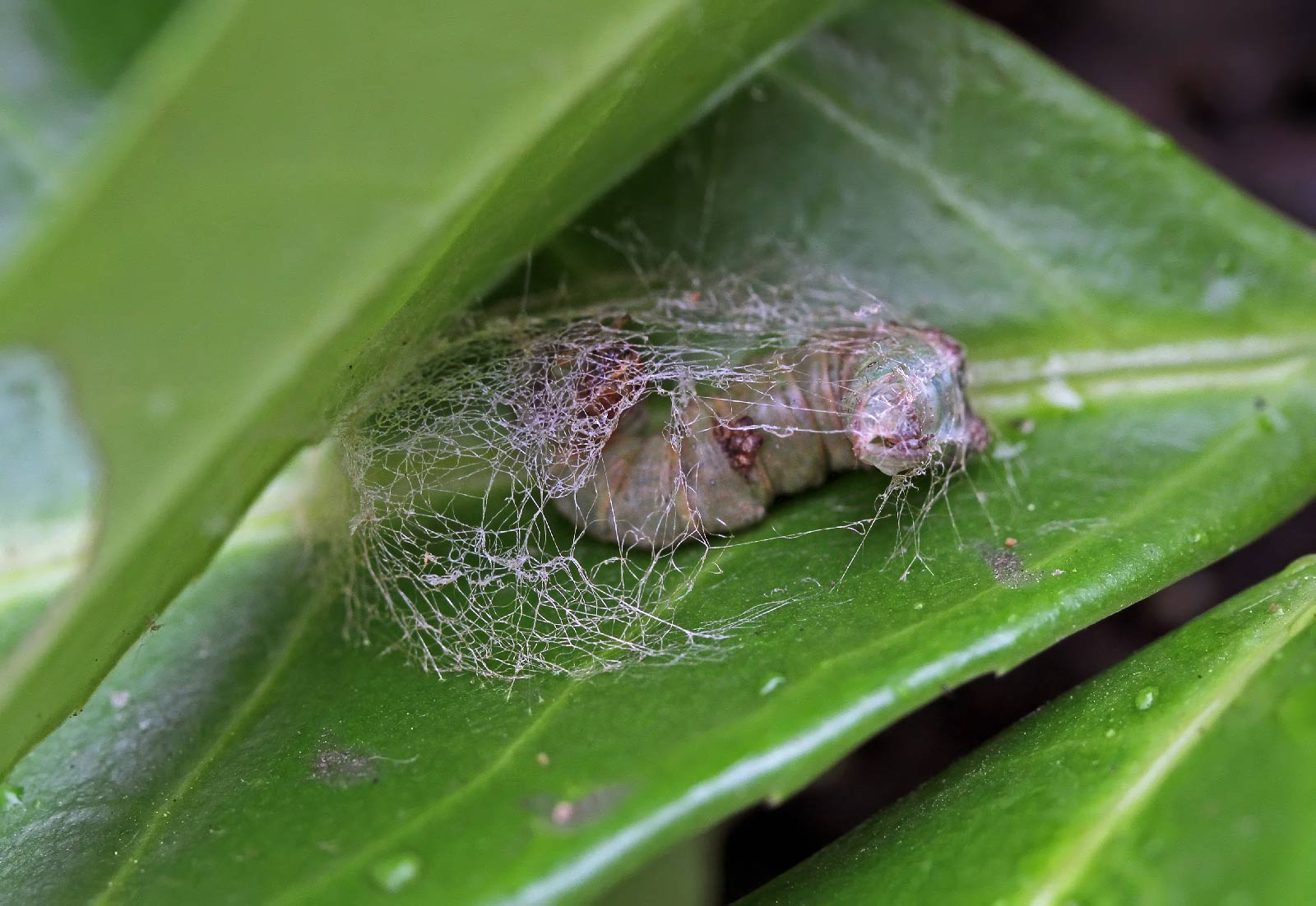
Verpopping
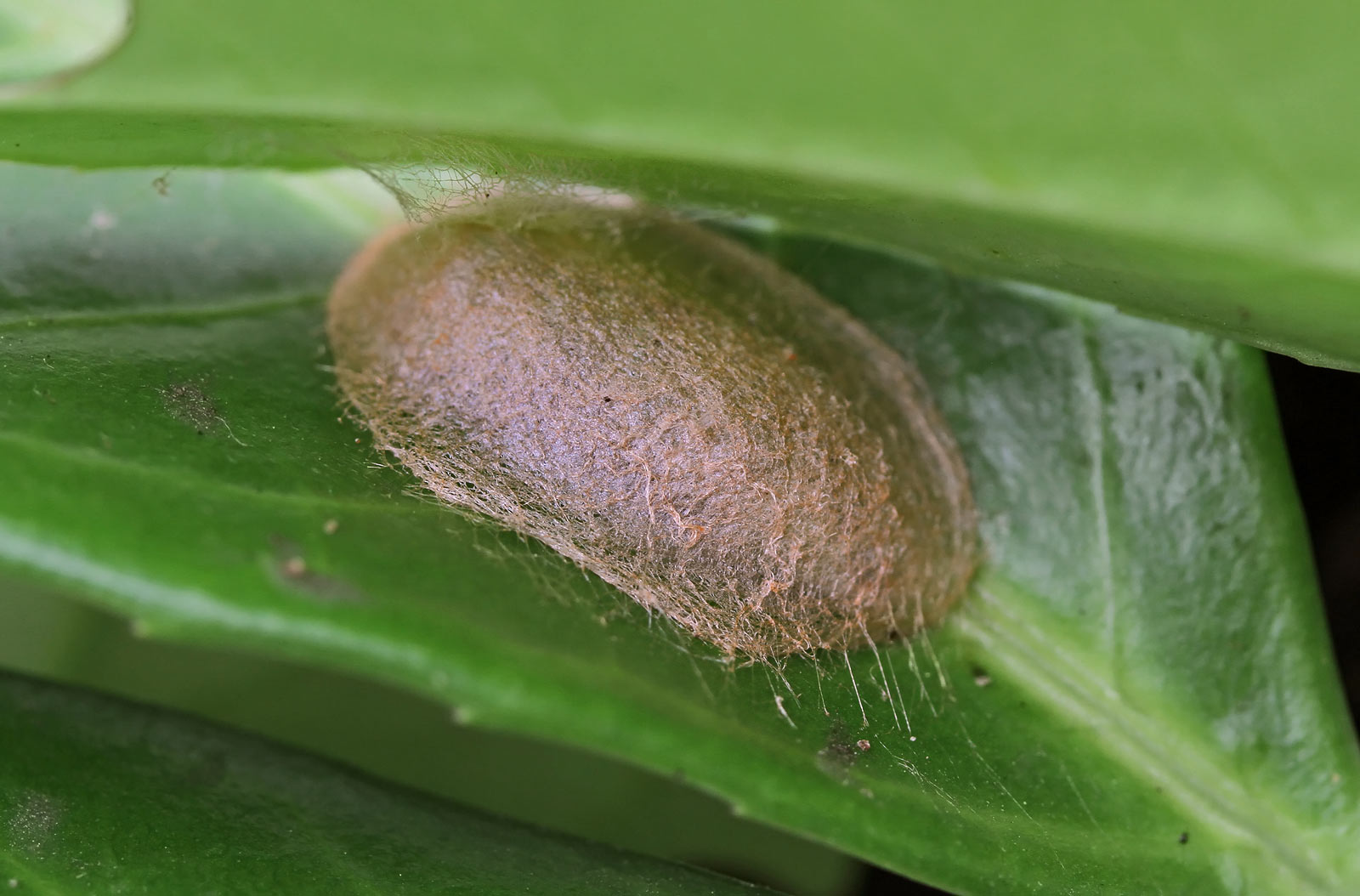
Pop in cocon
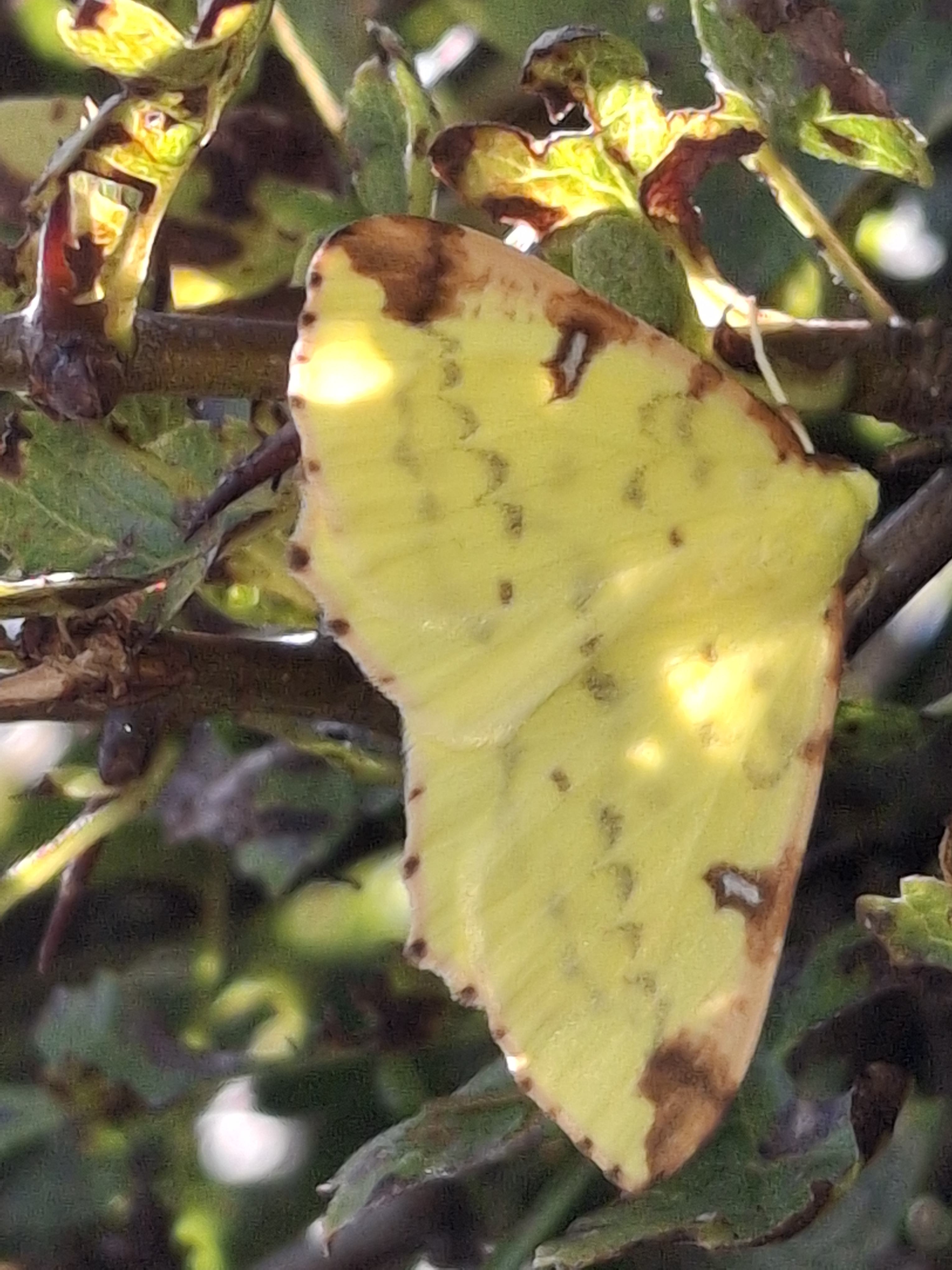
imago, rups

1. 1 2  Natuur in de stad (1987), pp. 140.